# يوتاكا تانياما
يوتاكا تانياما (باليابانية: 谷山豊) هو عالم رياضيات ياباني عرف أساسا بفضل حدسيته المعروفة باسم حدسية تانياما-شيمورا-فايل.